# الکسا ترزیچ
الکسا ترزیچ (سیریلیک صربی: Алекса Терзић؛ زادهٔ ۱۷ اوت ۱۹۹۹) بازیکن فوتبال اهل صربستان است که برای باشگاه فیورنتینا بازی می‌کند.
وی همچنین در تیم‌های ملی فوتبال زیر ۲۱ سال صربستان، و صربستان بازی کرده‌است.